# سیارک ۱۰۴۲۷
سیارک ۱۰۴۲۷ (به انگلیسی: 10427 Klinkenberg، نامگذاری:2017P-L) ده هزار و چهارصد و بیست و هفتمین سیارک کشف شده‌است که در ۲۴ سپتامبر ۱۹۶۰ کشف شد.